# Larry Huras
Larry Robert Huras, född 8 juli 1955 i Listowel, är en kanadensisk före detta professionell ishockeyspelare och idag tränare (senast för Modo Hockey i SHL, som också blev hans första svenska klubb).
Huras gjorde sin debut i National Hockey League den 27 februari 1977 med New York Rangers. Efter att ha flyttat till Frankrike och gjort 14 säsonger i olika lag i landet inledde han sin tränarkarriär säsongen 1991 där hans tre första säsonger var som spelande tränare i Rouen.

## Priser och utmärkelser

### Som spelare
- Fransk mästare: 1981, 1982 (Grenoble), 1990 (Rouen)

### Som tränare
- Fransk mästare: 1992, 1993, 1994, 1995 (Rouen) (spelande tränare)
- Årets tränare i Schweiz: 1998–99 (HC Ambri-Piotta)
- Continental Cup och Super Cup 2000 (HC Ambri-Piotta)
- Schweizisk mästare: 2001 (ZSC Lions), 2003 (HC Lugano), 2010 (SC Bern)